# Gaița lui Steller
Gaița lui Steller (Cyanocitta stelleri) este o pasăre originară din vestul Americii de Nord și din munții Americii Centrale, strâns înrudită cu gaița albastră (C. cristata) din estul Americii de Nord. Este singura gaiță cu creastă de la vest de Munții Stâncoși. Este numită după naturalistul german Georg Wilhelm Steller, primul european care a înregistrat-o, în 1741.

## Taxonomie

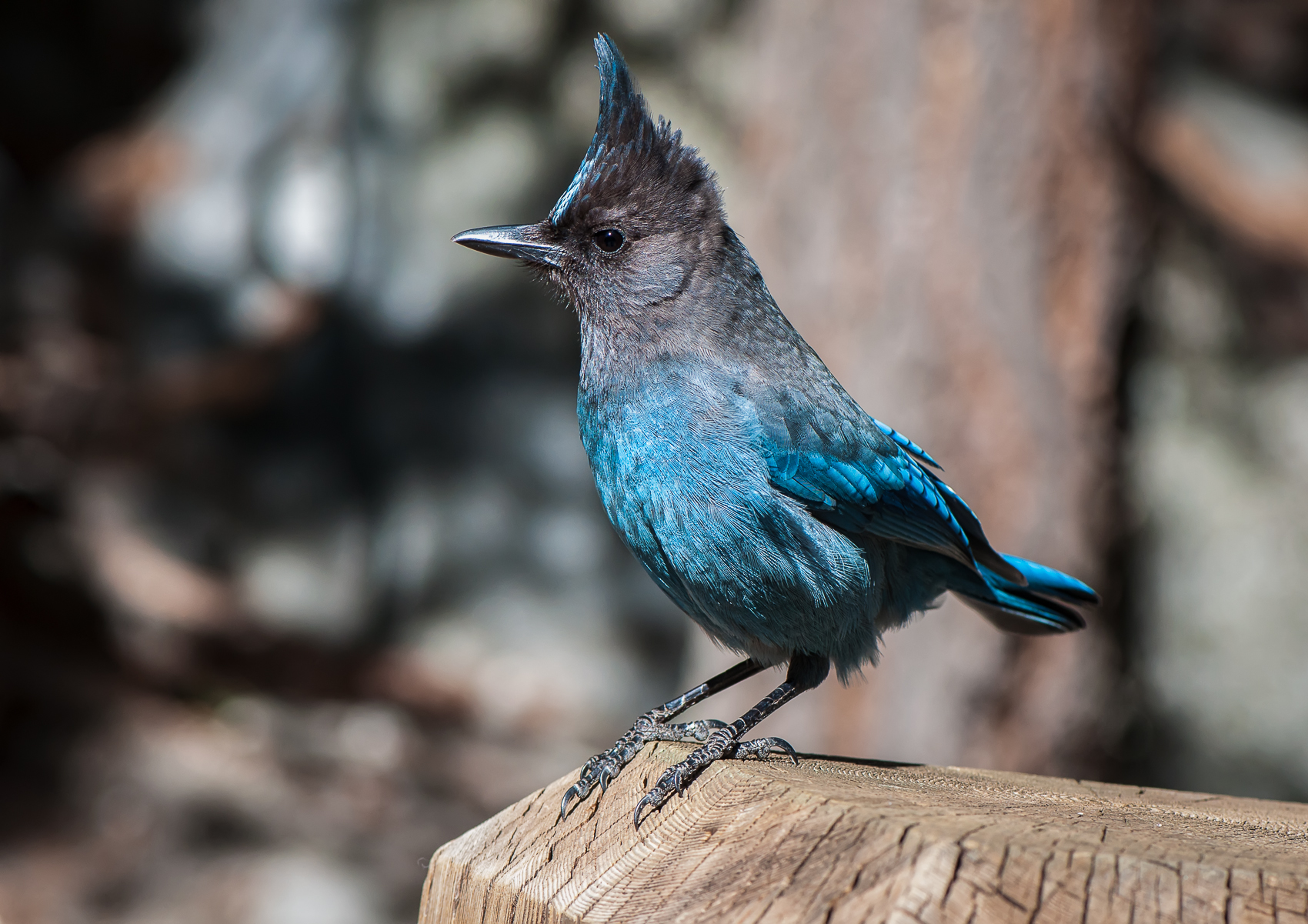
Cyanocitta stelleri frontalis în Parcul Național Yosemite

Gaița lui Steller a fost descrisă oficial în 1788 de către naturalistul german Johann Friedrich Gmelin în ediția revizuită și extinsă a lucrării lui Carl Linnaeus Systema Naturae. El a plasat-o alături de corbii din genul Corvus și a inventat numele binomial Corvus stelleri. Gmelin și-a bazat relatarea pe "corbul lui Stellers" care fusese descrisă în 1781 de ornitologul englez John Latham în cartea sa A General Synopsis of Birds. Latham examinase un specimen aparținând naturalistului Joseph Banks, care fusese colectat în Nootka Sound, Insula Vancouver de pe coasta canadiană a Pacificului.
În prezent, gaița lui Steller este plasată împreună cu gaița albastră în genul Cyanocitta, care a fost introdus în 1845 de ornitologul englez Hugh Strickland. Pasărea poartă numele naturalistului german Georg Wilhelm Steller, primul european care a înregistrat-o, în 1741.
Sunt recunoscute 13 subspecii:
- C. stelleri stelleri – sudul Alaskăi și coasta de vest a Canadei până la nord-vestul Oregonului (nord-vestul SUA)
- C. stelleri carlottae – Haida Gwaii (în vestul Canadei)
- C. stelleri frontalis – Oregon central, California de est până în Nevada central-vestică (vestul SUA)
- C. stelleri carbonacea – California de coastă central-vestică (vestul SUA)
- C. stelleri annectens – din centrul Columbiei Britanice până în sud-estul Alberta (sud-vestul Canadei) la sud de nord-estul Oregon și nord-vestul Wyoming (nord-vestul SUA)
- C. stelleri macrolopha – de la est de Nevada la sud-vest de Dakota de Sud (vestul central al SUA) de la sud la nord de Mexic
- C. stelleri diademata – nord-vestul Mexicului
- C. stelleri phillipsi – în principal San Luis Potosí (Mexic central)
- C. stelleri azteca – centru sud Mexic
- C. stelleri coronata – Mexic de sud-vest, centru-est și sud și vestul Guatemalei
- C. stelleri purpurea – Michoacán (sud-vestul Mexicului)
- C. stelleri restricta – Oaxaca (sudul Mexicului)
- C. stelleri suavis – Nicaragua și Honduras

## Comportament

### Hrană

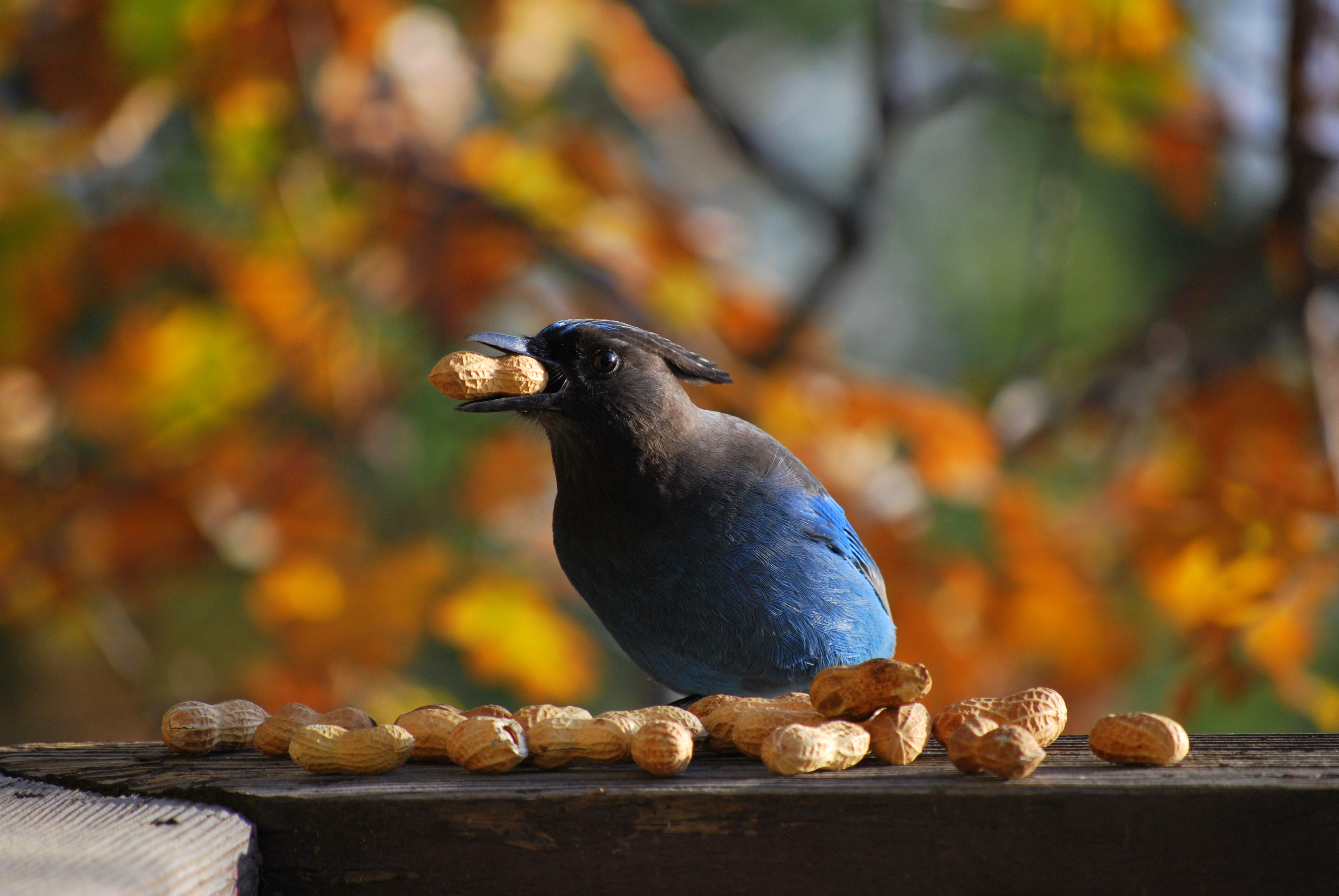
Sunt atrase în special de alunele crude întregi

Gaițele lui Steller sunt omnivore; dieta lor este formată din aproximativ două treimi de materii vegetale și o treime de materii animale. Își adună hrana atât de pe sol, cât și din copaci. Dieta gaițelor lui Steller include o gamă largă de semințe, nuci, fructe de pădure și alte fructe. Mănâncă, de asemenea, multe tipuri de nevertebrate, rozătoare mici, ouă și pui, cum ar fi cei ai mierlei marmorate. Există unele relatări conform cărora ar mânca reptile mici, atât șerpi, cât și șopârle.
Ghindele și semințele de conifere sunt alimente de bază în afara sezonului de reproducere; acestea sunt adesea ascunse în sol sau în copaci pentru a fi consumate ulterior. Exploatează sursele de hrană furnizate de oameni, scormonind frecvent picnicurile și locurile de campare, unde concurează cu gaița canadiană.
Gaițele lui Steller vizitează hrănitoarele și preferă semințele de floarea-soarelui cu ulei negru, semințele de floarea-soarelui cu dungi albe, porumbul, alunele crude fără coajă și sunt atrase în special de alunele crude întregi. De asemenea, consumă grăsime în sezonul de iarnă.

## Galerie

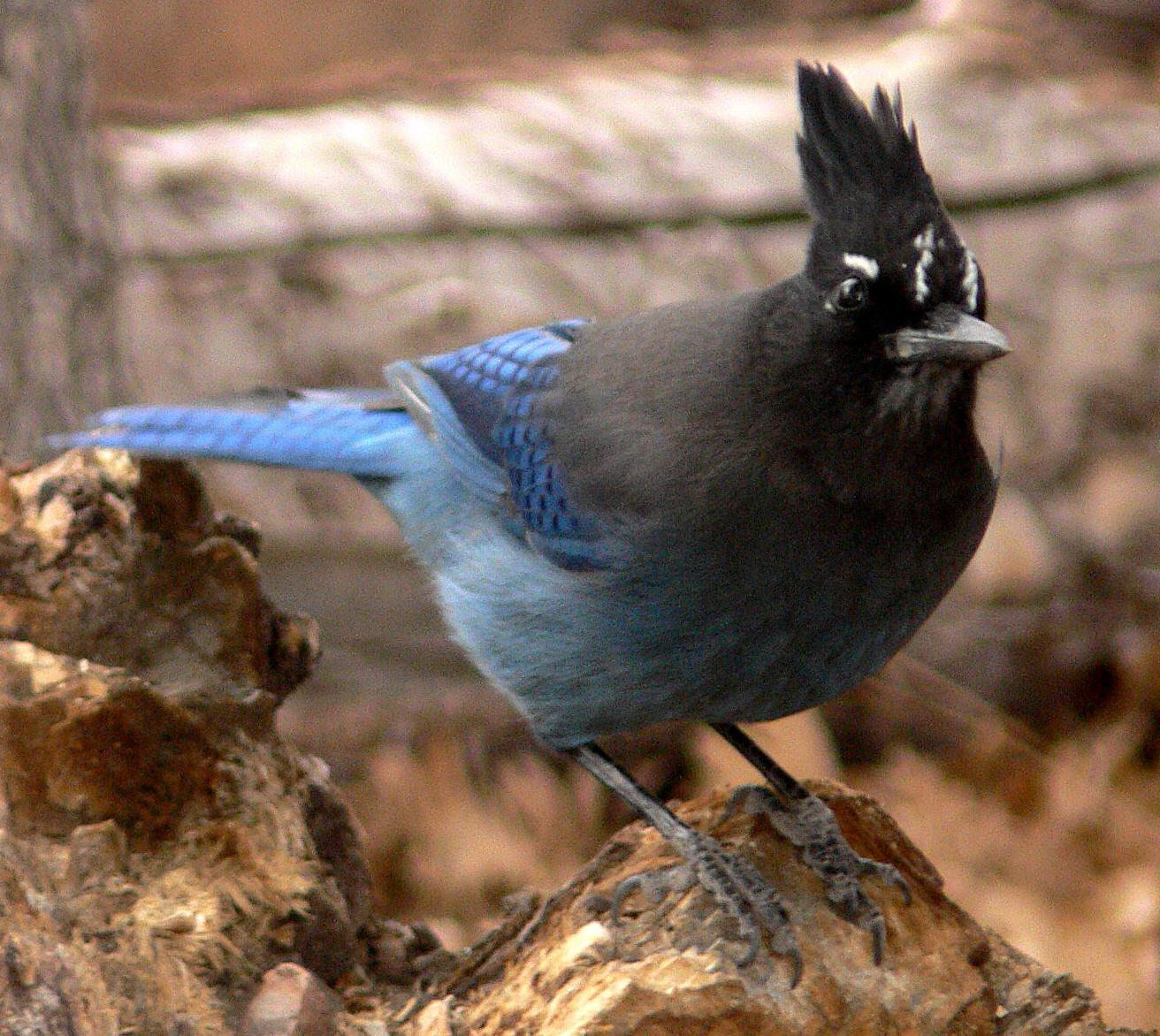
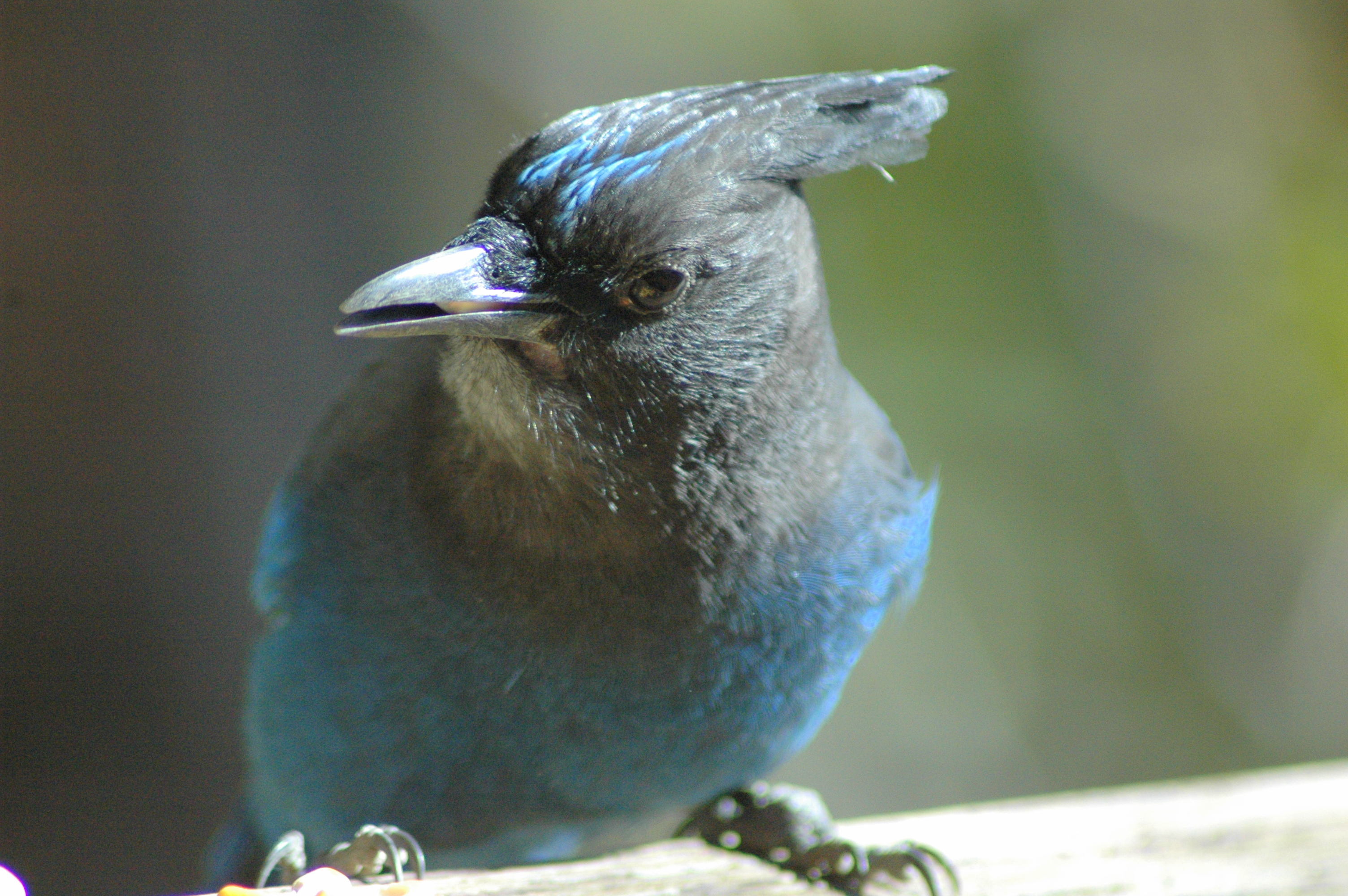
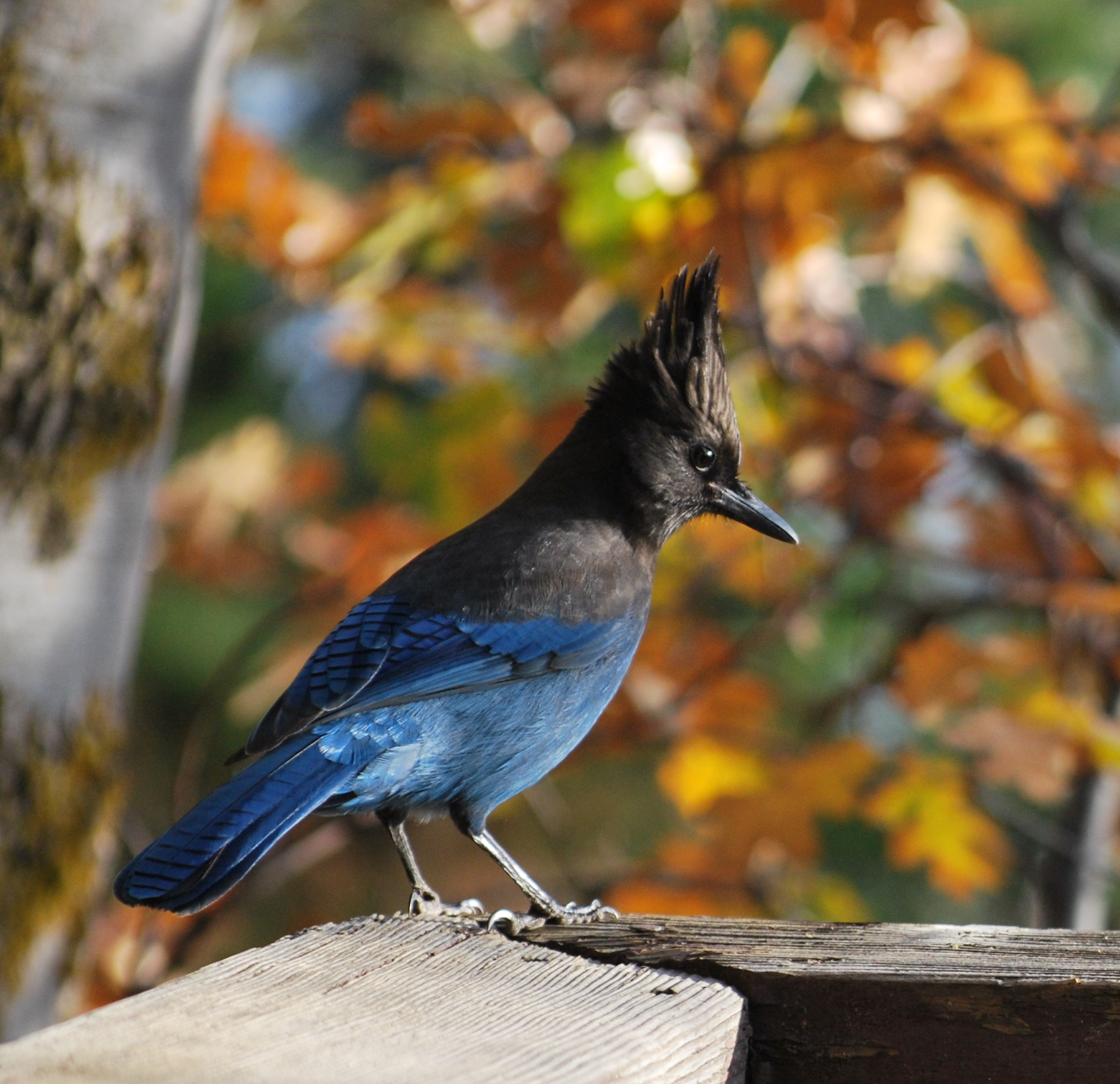
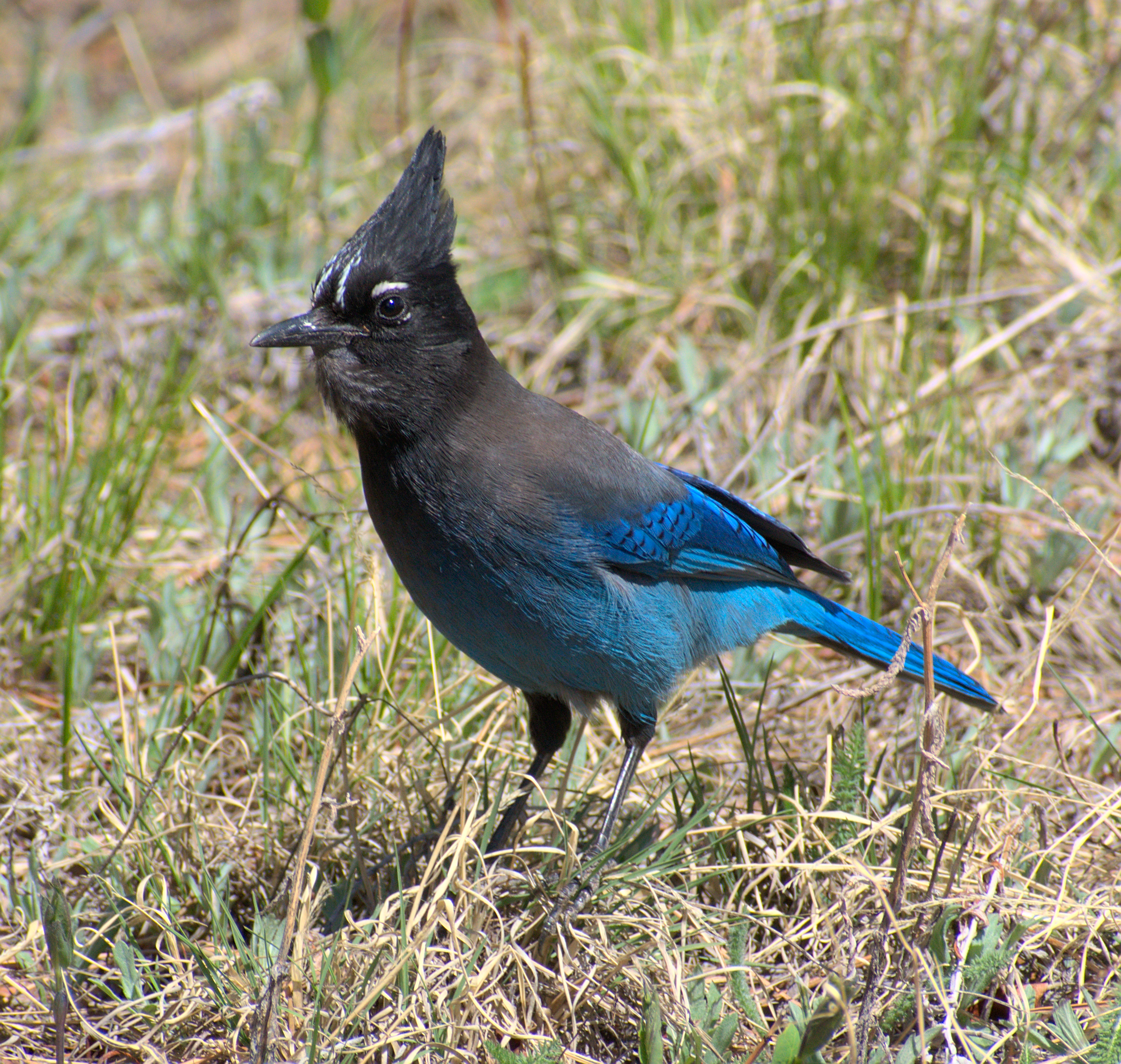